# Spellfire
Spellfire: Master the Magic, no Brasil, Spellfire: o poder da magia, foi um jogos de cartas colecionáveis inspirado em personagens, reinos e itens de vários mundos do jogo de RPG Advanced Dungeons & Dragons, criado pela TSR a fim de competir com o Magic: The Gathering, da Wizards of the Coast. O objetivo do jogo é ser o primeiro jogador a construir seis reinos com sucesso. Enquanto cada jogador constrói seu império, outros jogadores os tentam destruir. Os jogadores usam seus campeões (clérigos, heróis, monstros, magos e outros) para atacar e defender seus reinos. Feitiços, itens mágicos, artefatos, eventos, aliados e outras cartas especiais juntam-se a esses campeões e oferecem alterações de contexto de jogo. No Brasil o jogo foi lançado pela Abril Jovem no ano de 1996.

## Edições
A coleção é composta de quatro edições, mais séries de envelopes (booster packs). Existem séries com 100 cartas cada mais 25 chamadas chases, dentre eles estão as cartas mais fortes do jogo. As séries são em ordem de lançamento: Ravenloft, Dragonlance, Forgotten Realms, Artifacts, Powers, The Underdark, Runes & Ruins, Birthright, Draconomicon, Night Stalkers e Dungeons e ainda existe o booster online, ao qual, tem mais quatro séries disponíveis no site www.spellfire.net, são eles: Inquisition, Millennium, Chaos e Conquest.

## História
Em junho de 1994 TSR, aproveitando-se do contexto de expansão do mercado de jogos de cartas colecionáveis como Magic e Jihad, lança seu próprio jogo intitulado Spellfire. Apesar de contar com uma ampla gama de ilustrações já reconhecidas pelo grande público dos jogos de RPG, a tarefa de criar um sistema de jogo divertido e sofisticado não era uma tarefa fácil.
Embora lançado alguns meses antes, a versão final de Spellfire apareceu na Gencon de 1994. As iniciais "sem edição" poderia ser adquirido em formato baralho na cabine da TSR Gencon. Como alternativa você podia enviar 60 cartas de magia da TSR Magic e eles iriam enviar-lhe uma "não edição" de dois baralhos. Tão logo os jogadores se davam conta, a troca era menos que o ideal. O problema era que a maior parte das cartas não tinha poderes e três delas (Defiler, The Bone March, e Joliet o audacioso) eram agraciadas com modificadores negativos. Estes aspectos, juntamente com a "arte reciclada" dos demais jogos da TSR, são geralmente aceitos como o motivo para inicial falha de Spellfire.
O primeiro revés colocado pelo set "sem edição" não foi suficiente para desencorajar a TSR. Eles liberaram a 1ª edição depois do mês que apresentou os primeiros campeões da AD&D. A liberação do primeiro set de expansão (Ravenloft), em agosto de 1994 introduziu Cartas Regras, Limbo, e o considerado primeiro grande poder de ativação. A segunda edição foi liberada dentro do mesmo mês e provocou alguma confusão quando 20 cartas raras foram retiradas da primeira edição e substituídas por novas cartas. Com o lançamento do Dragonlance em setembro, campeões receberam definições raciais como anão, elfo e kender bem como habilidades de andarilhos (nadador, earthwalker, etc.) Em novembro TSR lançou Forgotten Realms, a quarta, e indiscutivelmente a mais potente, expansão até a data. Cartas como Cyric, The Bell of Might, e The Cold Cup of Calamity fez deste um set verdadeiramente inesquecível.

### 1995
A expansão Artifacts (maio) ofereceu muitos artefatos de mundos diferentes e Dark Sun finalmente tinha reinos suficientes para se tornar um baralho tema viável. Muitos desacordos com a força global da expansão Powers de setembro de 1995, mas este conjunto introduziu os avatares. Tão poderosos eram os avatares que eles exigiam que um campeão fosse descartado antes que eles pudessem ser jogados. Em outubro, um ano repleto de erros foi finalmente endireitado na terceira edição. Cerca de 150 cartas a partir dos sets base anteriores foram editadas e "turbinadas" para melhorar a jogabilidade. Além disso, as regras oficiais do jogo foram modificadas para evitar mecanismos do jogo irracionais. Originalmente, a 7 ª expansão estava para ser intitulada Spelljammer, mas quando TSR foi incapaz de voltar a comprar direitos de Spelljammer, The Underdark tornou-se o próximo set de expansão (dezembro). O conjunto Underdark é uma das mais peculiares expansões, mas contribuiu com um número de boas cartas para os jogadores com baralhos orientados para o ataque.

### 1996
Em fevereiro, a liberação de Runes & Ruins viu TSR resvalem para os seus primeiros dias de erros de impressão. No entanto, artefatos únicos, cartas de luta desarmada, e um set sólido manteve Spellfire vivo. A expansão Birthright foi lançada em maio do mesmo ano e a introdução de habilidades de sangue no jogo deu toda uma nova reviravolta. Essas habilidades eram utilizáveis apenas por campeões com uma linhagem dos deuses, e ainda são muito difíceis de contra-atacar. Julho viu o lançamento da quarta e infame edição base. Este conjunto completamente novo de 500 cartas + 20 castas Chase trouxe de volta todas as principais cartas de séries anteriores e reforçou o jogo tremendamente. Também neste momento foi o lançamento da 10ª expansão, Draconomicon. Dragões foram o tema deste conjunto, apesar de muitas das cartas serem úteis fora do baralho tema dragão. Em setembro, TSR lançou a expansão The Nightstalkers e claramente tinha algum divertimento em cada carta do conjunto que tem uma fotografia em vez de uma fantasia de trabalho artístico padrão.

### 1997
Dungeons! apareceu como a 12a expansão in outubro e ofereceu um novo tipo de carta, sim, a caverna. Esta carta-regra pessoal é jogada antes do primeiro turno do jogador e dá a ele uma vantagem específica durante o jogo. Além disso o set de 25 cartas adicionais que acompanham a expansão foram criadas inteiramente por fãs no jogo da Gencon em 1996. Dois outros booster sets deveriam ser feitos nesse ano: Fiends (que se centram sobre trazer Planescape em Spellfire) e Incantations (que focalizam em cartas de suporte para todos os tipos do campeão). Entretanto, a aquisição de TSR pela Wizards of the Coast, Inc. parou estes projetos indefinidamente.

### 1998-1999
O futuro de Spellfire era incerto. Rumores de que Fiends & Incantations seria lançado pela Wizards estavam em toda parte, mas eventualmente se mostraram infundados. A Wizards eventualmente decidiu produzir um set limitado de jogos de carta clássicos incluindo Vampire e Spellfire, mas com a suposição de vendas precárias de Netrunner, todos os jogos de carta clássicos foram oficialmente retirados.

### 2000
Com a Wizards não mais endossando ativamente jogos de carta clássicos, Spellfire foi reconduzido aos fãs sobre a gerência de um Conselho indicado. O projeto Rebirth é um booster completamente baseado nos fãs e Crossfire é um programa de computador permitindo fãs de jogar Spellfire com povos pelo mundo inteiro. Two tournament legal sticker boosters are slated for release in 2001. O primeiro set, intitulado Inquisition conterá 100 cartas novas. Assim, nestas formas, Spellfire continua a resistir no novo milênio!

### 2006
Foi criada a Liga bsw de Spellfire, com representantes de 4 estados brasileiros, que buscam tornar o jogo vivo e atual aos dias de hoje, eles organizam campeonatos em vários estados do país, bem como traduzem regras, auxiliando jogadores quanto a jogos e regras, estão presentes em todo o sudeste e sul, bem como vários outros estados brasileiros.

### 2009
Lançamento do primeiro booster totalmente brasileiro, criado por fãs, chamado MITOS E LENDAS baseado na cultura e folclore do Brasil, contendo artesanato, festas típicas, povos indígenas, personagens históricos, lendas, animais únicos, paisagens maravilhosas, arte marcial nacional e muito mais.
Foi fabricado em gráfica com mesma qualidade das cartas originais, sendo totalmente em português, onde todos os interessados ratearam o custo da série que tem 130 cartas, um marco inédito para a história do jogo. 

### 2011
Em 2011 foram lançadas mais 4 séries brasileiras de 20 cartas, inspiradas nos boosters online, porém com todas as imagens editadas para torná-las mais próximoas das originais, seu material também foi fabricado bem próximas das originais. Em em algumas poderes foram alterados deixando-as ainda mais interessantes para jogos.